# Cyril Saulnier
Cyril Saulnier (ur. 16 sierpnia 1975 w Tulonie) – francuski tenisista.

## Kariera tenisowa
Jako zawodowy tenisista występował w latach 1996–2007.
W grze pojedynczej wygrał 3 turnieje rangi ATP Challenger Tour.
W turniejach rangi ATP World Tour jego najlepszym wynikiem jest finał zawodów w San Jose z lutego 2005 roku. Po drodze wyeliminował m.in. Jiříego Nováka i Jürgena Melzera; przegrał z Andym Roddickiem.
Najwyżej sklasyfikowany w rankingu singlistów był na 48. miejscu w marcu 2005 roku.

### Finały w turniejach ATP World Tour
| Legenda                                      |
| -------------------------------------------- |
| Wielki Szlem                                 |
| Igrzyska olimpijskie                         |
| Tennis Masters Cup / ATP Finals              |
| ATP Masters Series / ATP Tour Masters 1000   |
| ATP International Series Gold / ATP Tour 500 |
| ATP International Series / ATP Tour 250      |

#### Gra pojedyncza (0–1)
| Końcowy wynik | Nr | Data           | Turniej  | Nawierzchnia  | Przeciwnik   | Wynik finału |
| ------------- | -- | -------------- | -------- | ------------- | ------------ | ------------ |
| Finalista     | 1. | 13 lutego 2005 | San Jose | Twarda (hala) | Andy Roddick | 0:6, 4:6     |